# Naramiennik
Naramiennik (także: pagon, dawniej: epolet, galon) – element odzieży (zwłaszcza mundurów), w postaci paska materiału umieszczonego na wysokości barku. Często wykorzystywany jako miejsce umieszczania oznaki stopnia wojskowego lub przynależności organizacyjnej.

## Opis
Naramiennik mocowany jest na kurtce mundurowej na wysokości barku (pomiędzy górnym końcem rękawa a kołnierzem). We współczesnych wersjach najczęściej przyszywany od strony ramienia i przypinany guzikiem obok kołnierza. Naramienniki stanowią element umundurowania, na których są umieszczane różnego rodzaju naszywki (paski, gwiazdki, wężyki, prostokąty – belki, krokiewki, diamenty) odróżniające żołnierzy (także policjantów, strażaków, niektórych harcerzy itp.) różnych stopni bądź funkcji, niekiedy także cyfry lub symbole oznaczające przynależność do jednostki (w wojsku szkoły wojskowej, rodzaju służb, pułku lub dywizji, w harcerstwie drużyny lub szczepu).
Naramienniki po raz pierwszy zastosowano w pierwszej połowie XVII w. we Francji jako kokardy, czyli węzły noszone na ramieniu. W Polsce wprowadzono je w XVIII w. pod nazwą szlify lub szlufy. Od 1755 wykonywane z taśmy srebrnej lub złotej z frędzlą. Od 1778 zaczęto je odrzucać a guziki określały województwo. W mundurach wojewódzkich sejm 1780 roku skasował szlify. Od 1789, po dodaniu poprzecznych belek oraz gwiazdek naszytych na taśmie, stanowiły jednocześnie oznakę stopni wojskowych. W okresie Księstwa Warszawskiego nazywano je epoletami. Także w armiach dziewiętnastowiecznych ten element umundurowania (zwany nadal epoletem lub galonem) bywał, zwłaszcza u oficerów, ozdobny, suto obszyty frędzlami. Do dziś moda ta utrzymała się praktycznie wyłącznie w strojach paradnych arystokracji w krajach, w których zachowała się monarchia.
W XVIII i XIX w. u doboszy lub fajfrów pod naramiennikami znajdowały się często łapki – czyli okrągłe bądź półokrągłe (czasem lekko wygięte) naszycia na mundurze, odznaczające się kolorem, ozdabiane często taśmą (galonem). Służyły do odróżniania muzykantów od zwykłych żołnierzy.

## Galeria

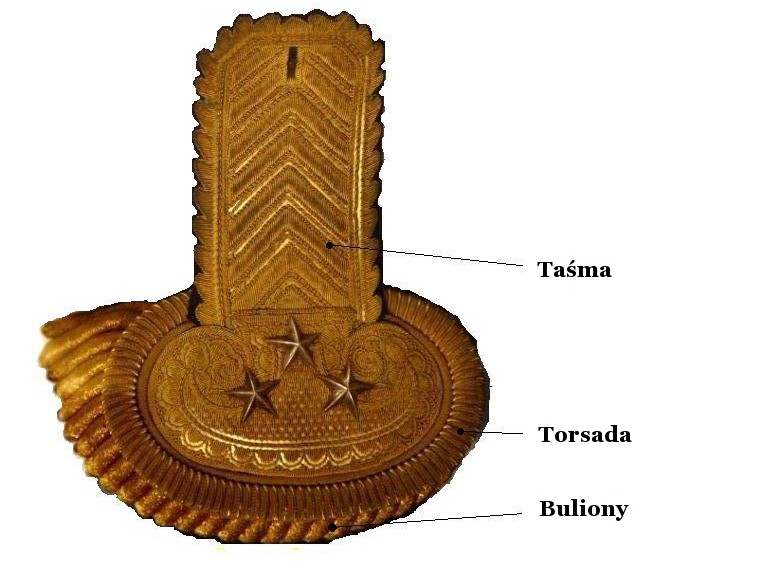
Epolet z epoki napoleońskiej wraz z opisem elementów
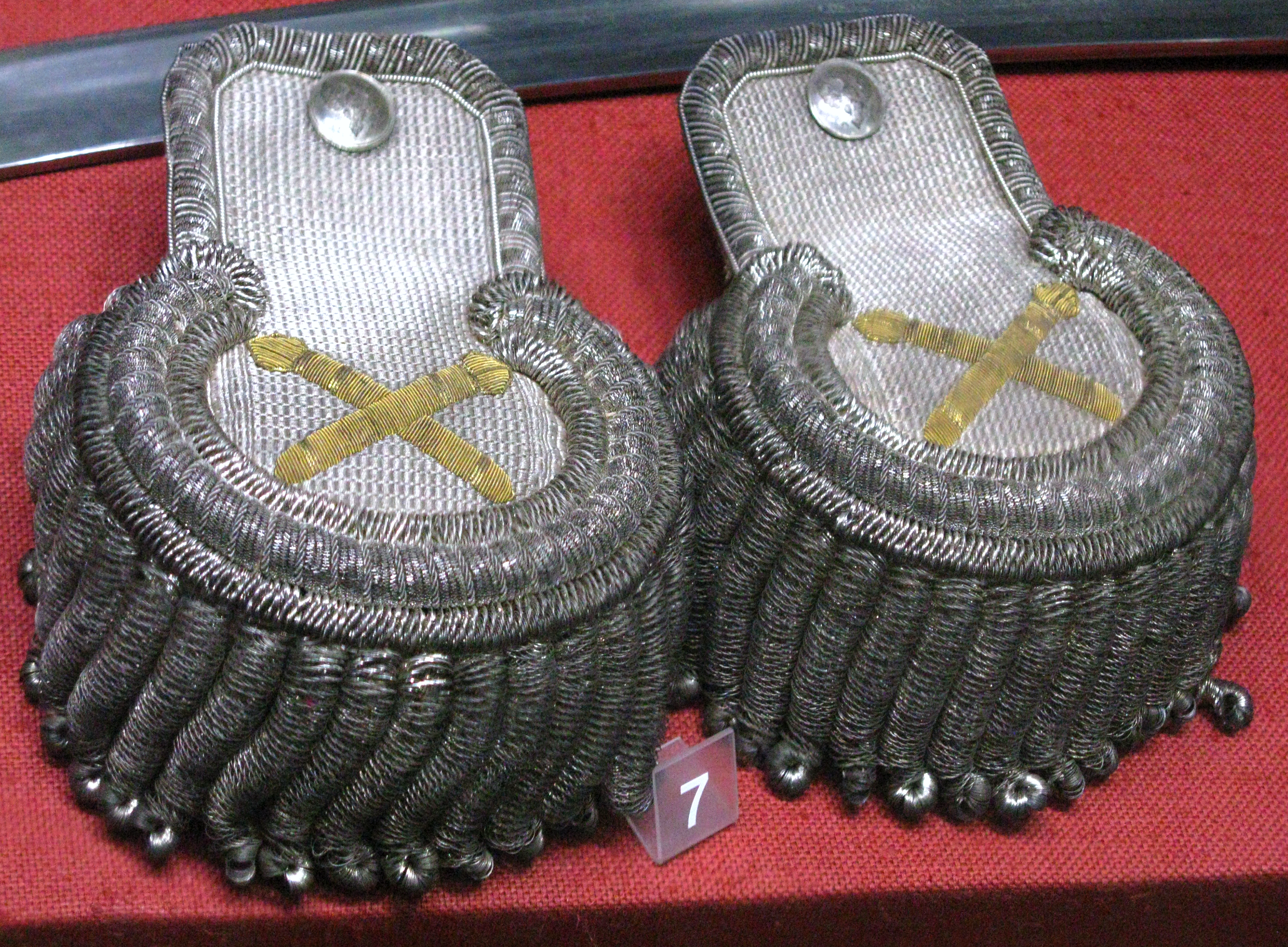
XIX-wieczne naramienniki wodza naczelnego powstania listopadowego Jana Skrzyneckiego
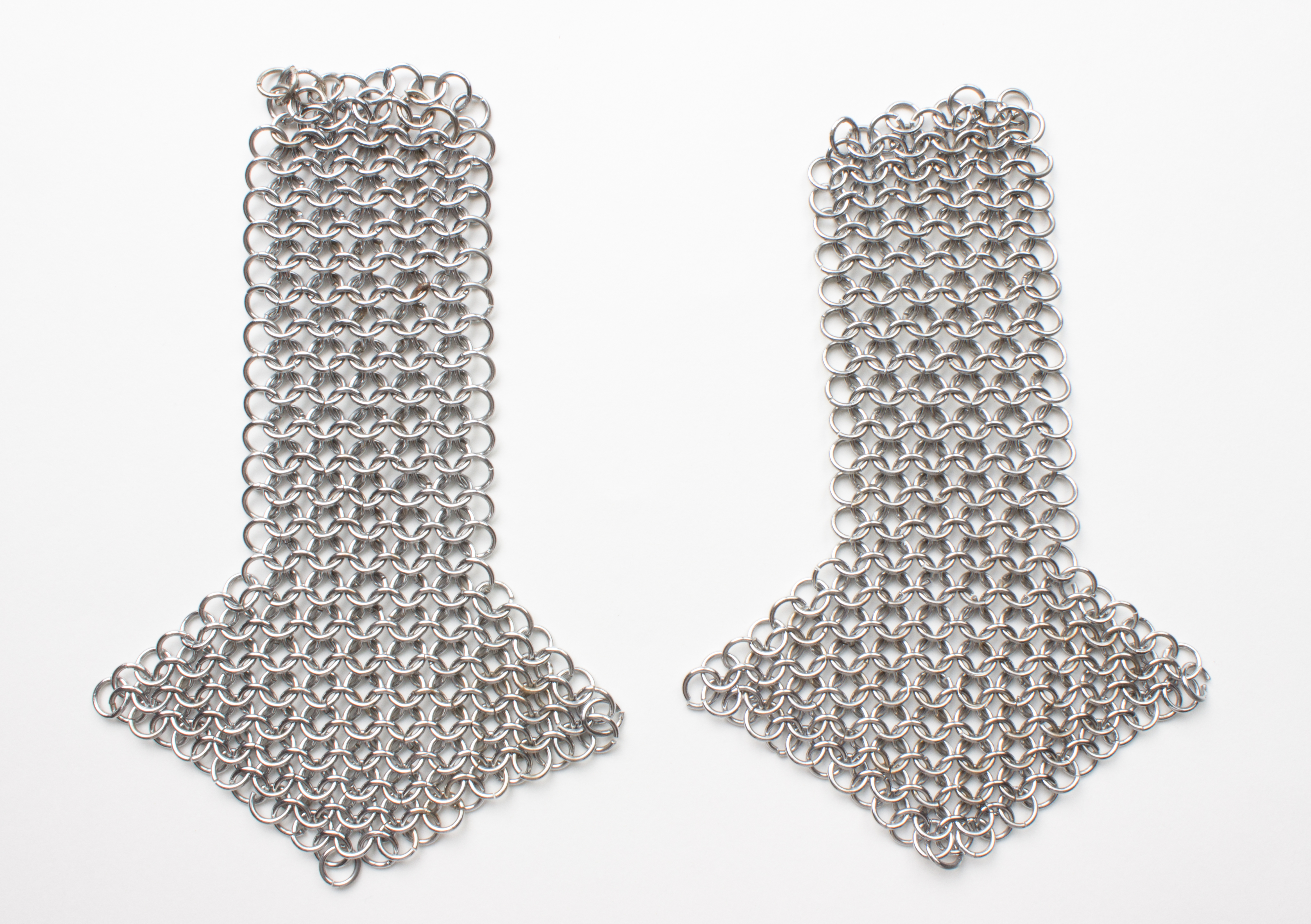
Brytyjskie naramienniki wykonane z plecionki kolczej
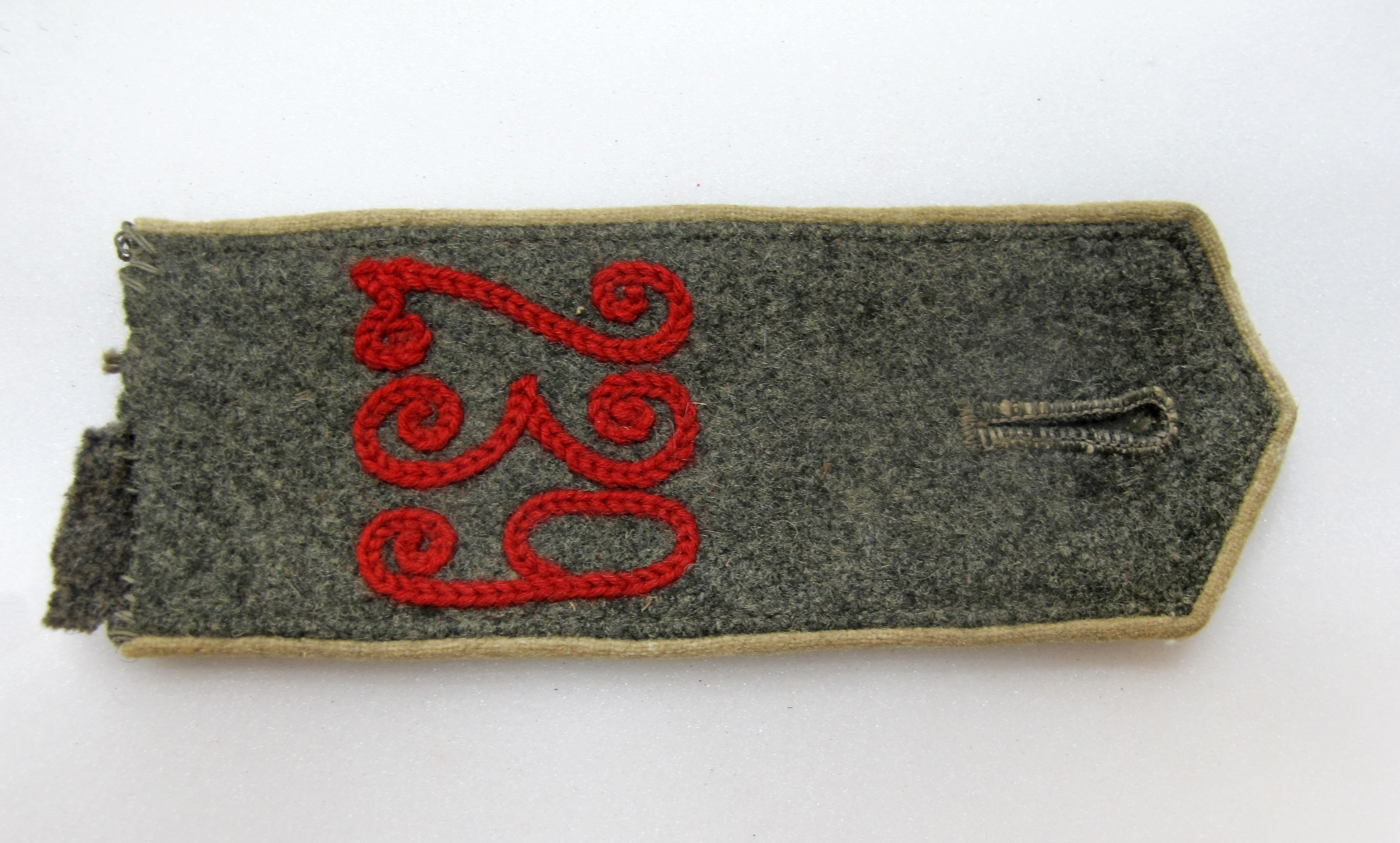
Niemiecki naramiennik z okresu I wojny światowej z wyhaftowanym numerem pułku
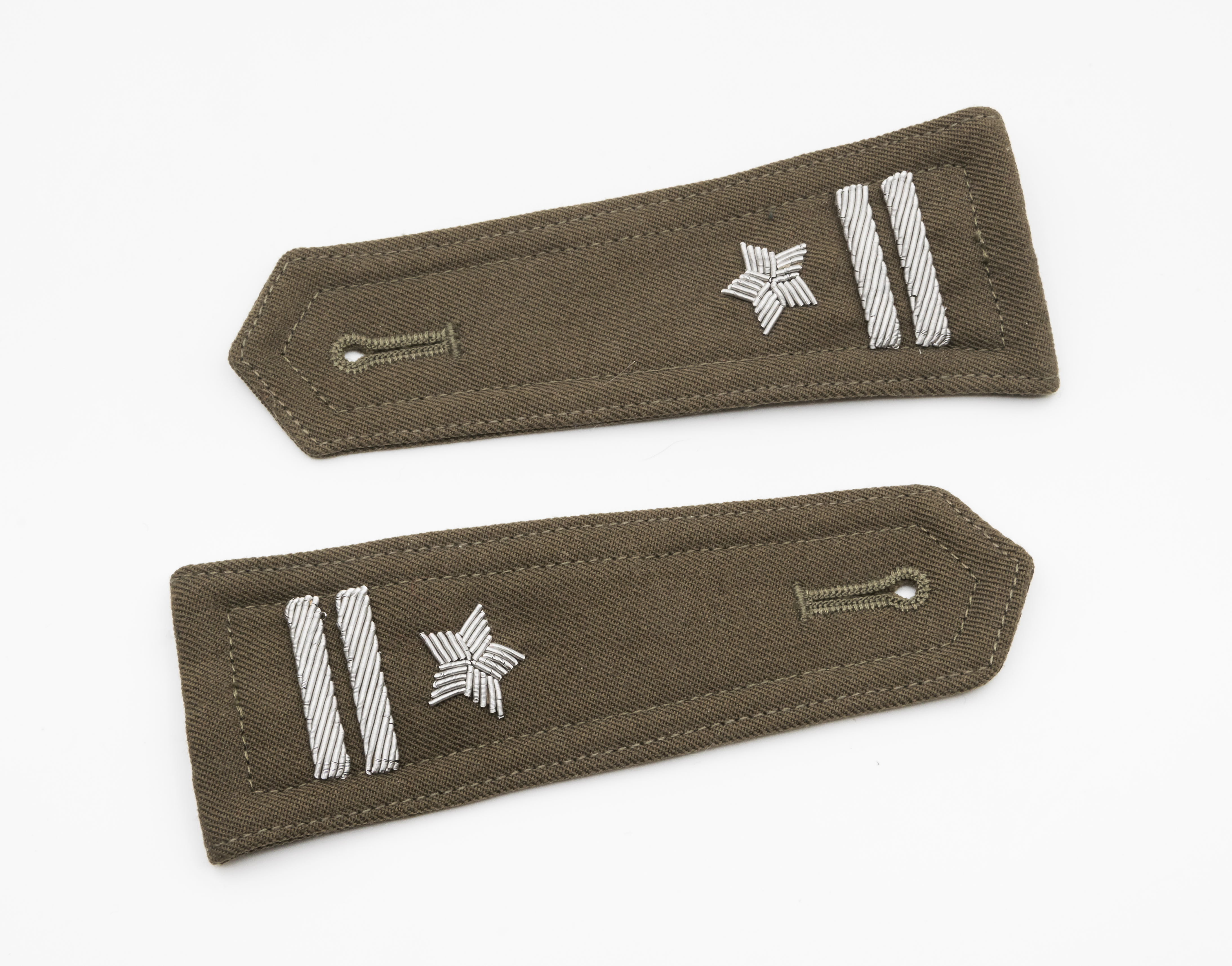
Współczesne naramienniki majora używane w Siłach Zbrojnych Rzeczypospolitej Polskiej